# Straż pożarna

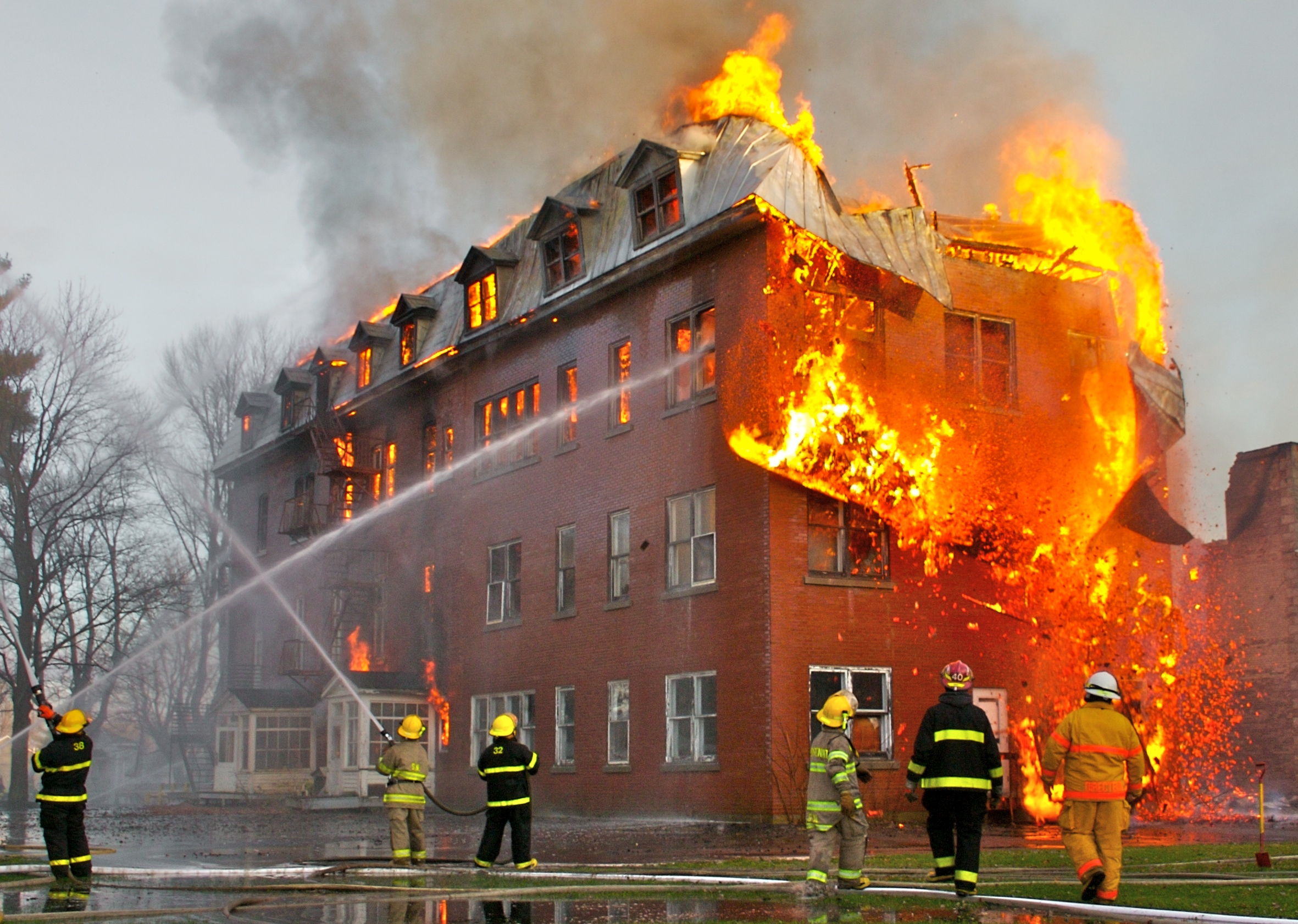
Strażacy walczący z pożarem w Massueville, Quebec, Kanada

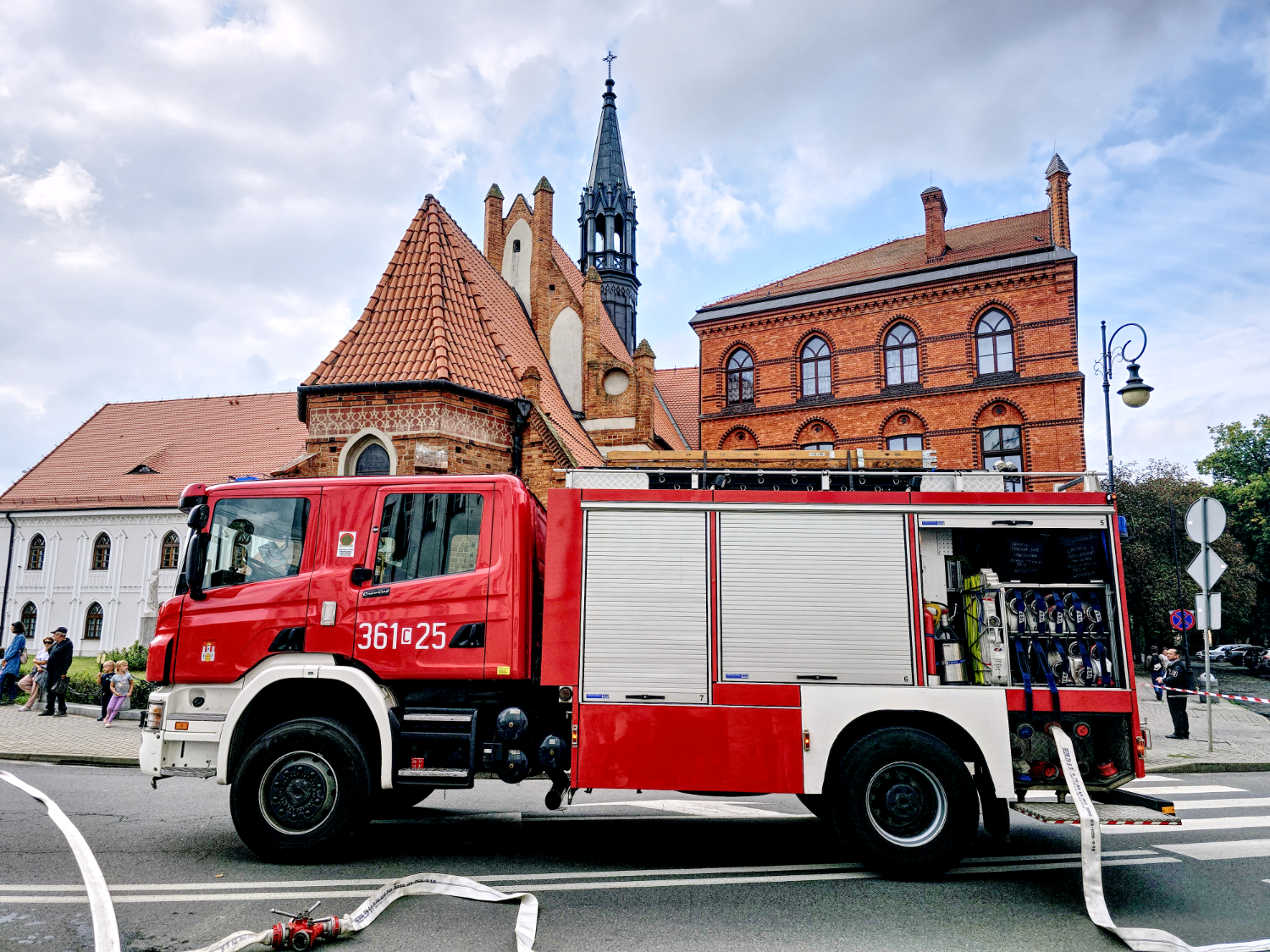
Państwowa Straż Pożarna we Włocławku

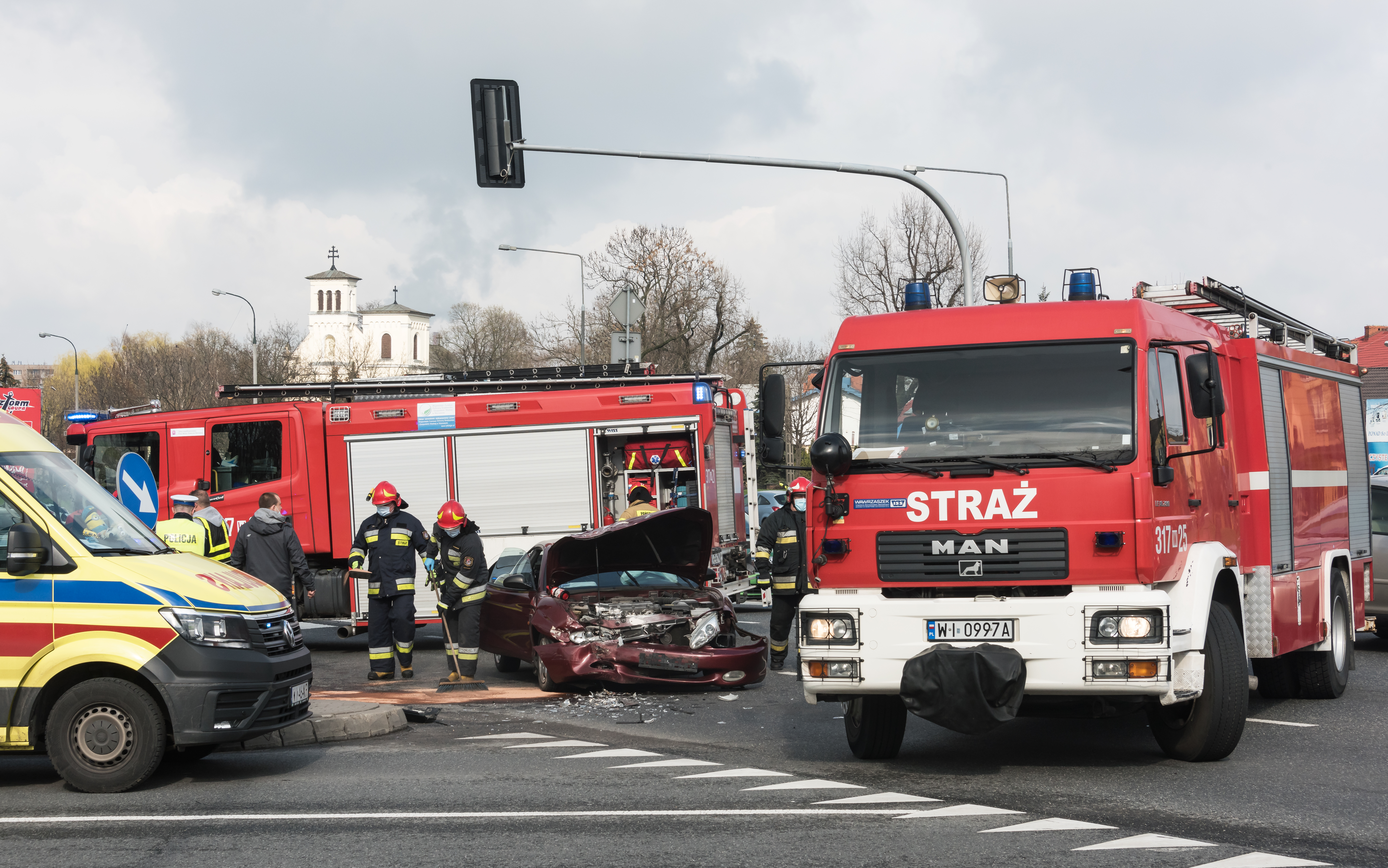
Interwencja straży pożarnej na miejscu wypadku drogowego w Warszawie

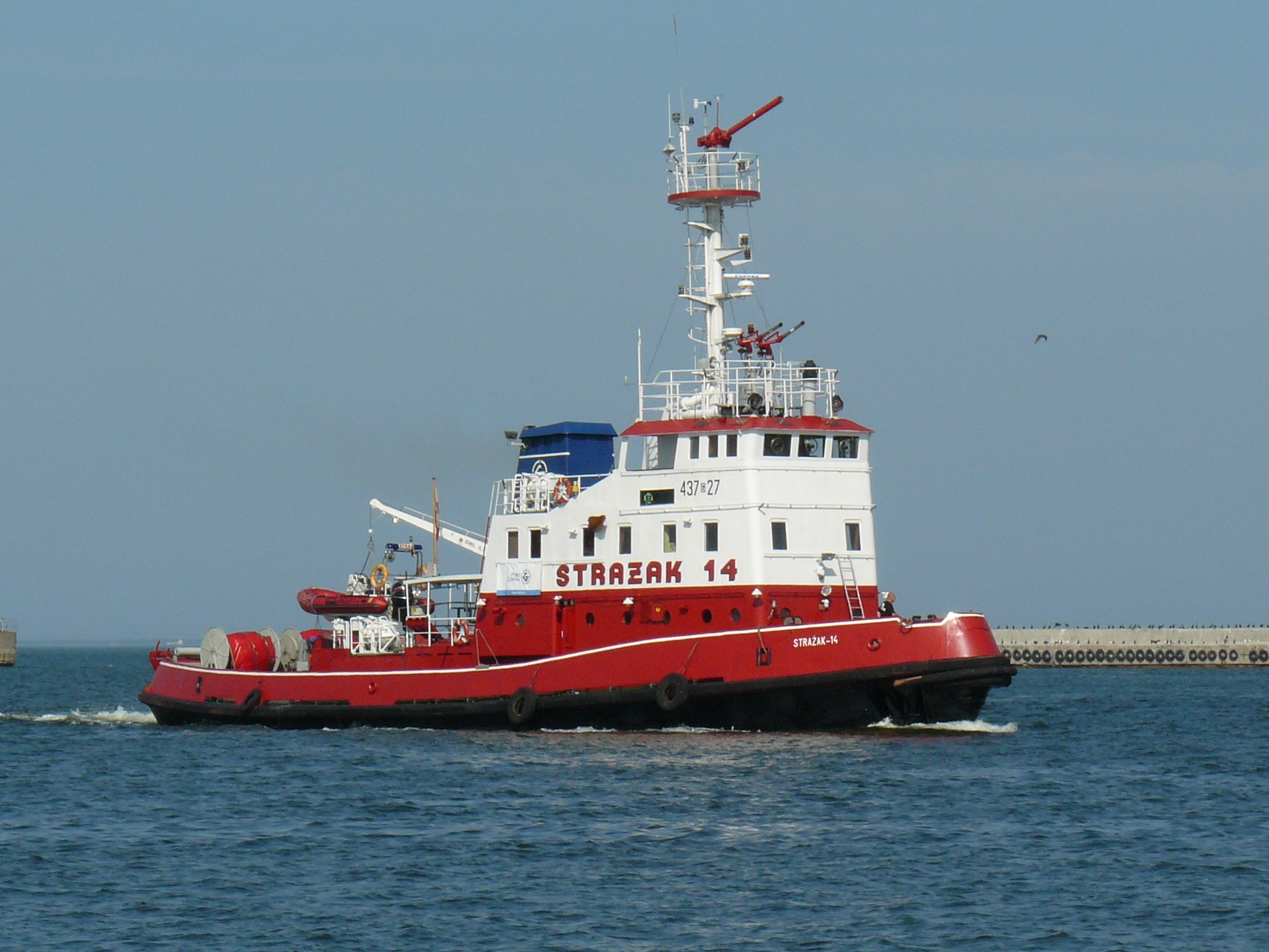
Statek pożarniczy Portowej Straży Pożarnej w Gdyni

Straż pożarna (dawniej straż ogniowa) – służba mundurowa przeznaczona do zwalczania i zapobiegania pożarom, a także innym zagrożeniom dla zdrowia i życia ludzkiego, dobytku oraz środowiska naturalnego (z wyłączeniem przestępczości). Do zadań straży pożarnej należy także podejmowanie interwencji wobec zagrożeń miejscowych, klęsk żywiołowych i katastrof.

## Zakres działań
Do zadań specjalnych wykonywanych przez straż pożarną należy ratownictwo:
- biologiczne (sprowadzające się do neutralizacji czynników zakaźnych oraz ochrony ludności i zwierząt gospodarskich w czasie ataków terrorystycznych z użyciem broni biologicznej),
- chemiczne (sprowadzające się do neutralizacji czynników chemicznych oraz ochrony ludności, zwierząt gospodarskich i środowiska przyrodniczego w czasie ataków terrorystycznych z użyciem broni chemicznej, katastrof chemicznych i niektórych katastrof drogowych),
- medyczne (sprowadzające się do udzielania kwalifikowanej pierwszej pomocy przed przybyciem fachowych służb medycznych lub w miejscach, gdzie służby te dotrzeć nie mogą),
- poszukiwawcze (polegające na zlokalizowaniu i wydobyciu ludzi z zawalonych budynków w czasie katastrof budowlanych, trzęsień ziemi, zaginięć na terenach podmokłych),
- radiologiczne (sprowadzające się do ochrony ludności, zwierząt gospodarskich i środowiska przyrodniczego przed promieniowaniem),
- techniczne (wyciąganie, podnoszenie, zabezpieczanie podnoszenia środków transportu, uszczelnianie zbiorników i cystern, pompowanie substancji chemicznych),
- wodne (sprowadzające się do wykonywania wszystkich niezbędnych działań na wodzie, jak i pod jej powierzchnią na obszarze wszystkich wód śródlądowych oraz rewirach jednostek portowych),
- wysokościowe (ratowanie zagrożonego życia ludzkiego i mienia z wysokości).

## Organizacja
Straż pożarna w wielu krajach, m.in. państwach Unii Europejskiej, a także w Kanadzie, Nowej Zelandii, Rosji, Stanach Zjednoczonych, działa jako organizacja oparta na straży zawodowej oraz straży społecznej.
Niektóre przedsiębiorstwa w ramach swojej działalności organizują zakładowe straże pożarne (np. lotniskową straż pożarną).

## Szkolnictwo pożarnicze

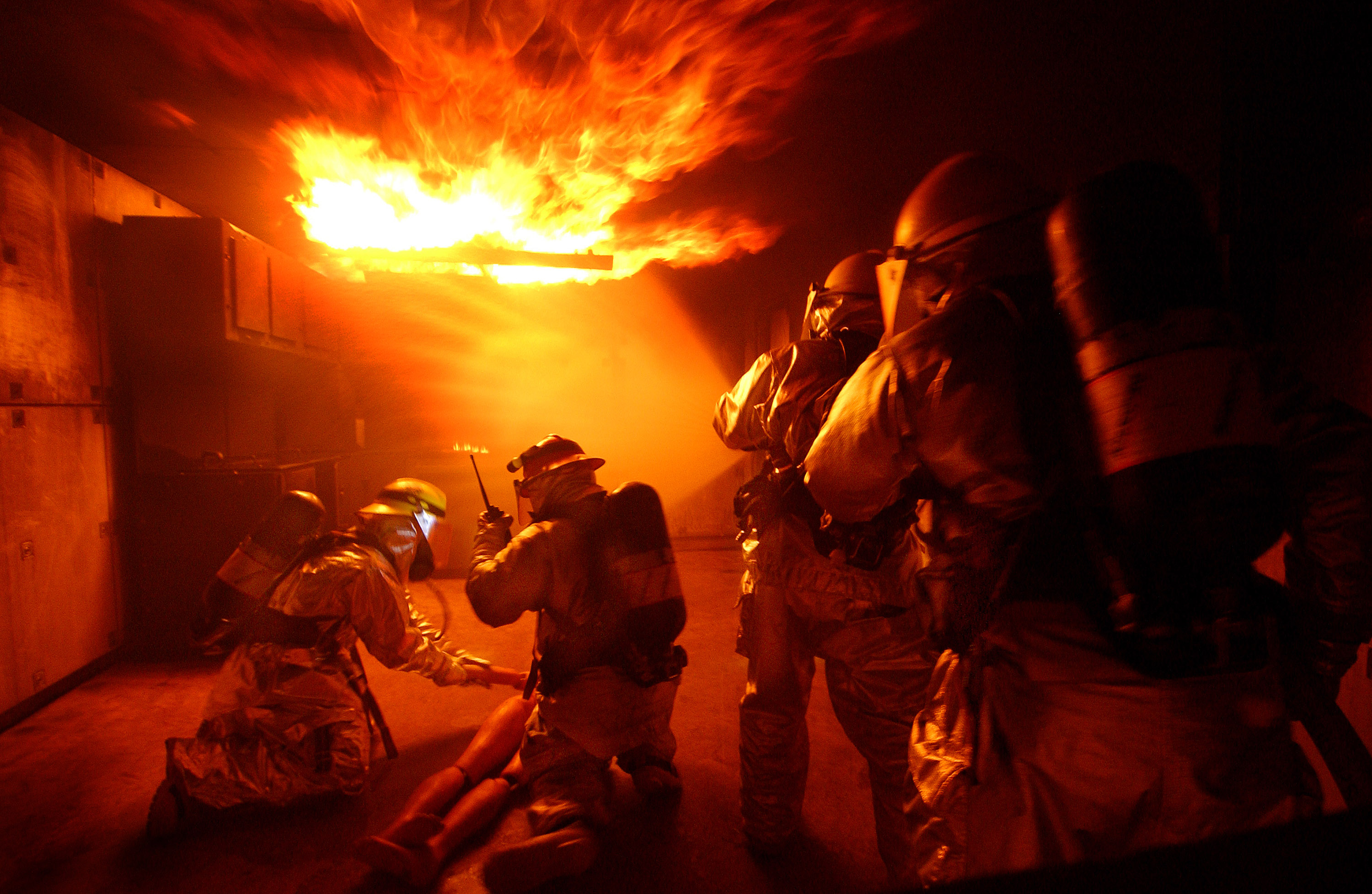
Trening amerykańskich strażaków

W Polsce oficerów pożarnictwa kształci Akademia Pożarnicza w Warszawie, aspirantów zaś Centralna Szkoła Państwowej Straży Pożarnej w Częstochowie, Szkoła Aspirantów Państwowej Straży Pożarnej w Poznaniu, Szkoła Aspirantów Państwowej Straży Pożarnej w Krakowie, zaś podoficerów i szeregowych Szkoła Podoficerska Państwowej Straży Pożarnej w Bydgoszczy. Szeregowców kształcą liczne przeznaczone do tego ośrodki szkolenia, np. w Bornem Sulinowie.
W Niemczech działają szkoły strażackie w krajach związkowych Landesfeuerwehrschulen, podobnie w Austrii.

## Historia

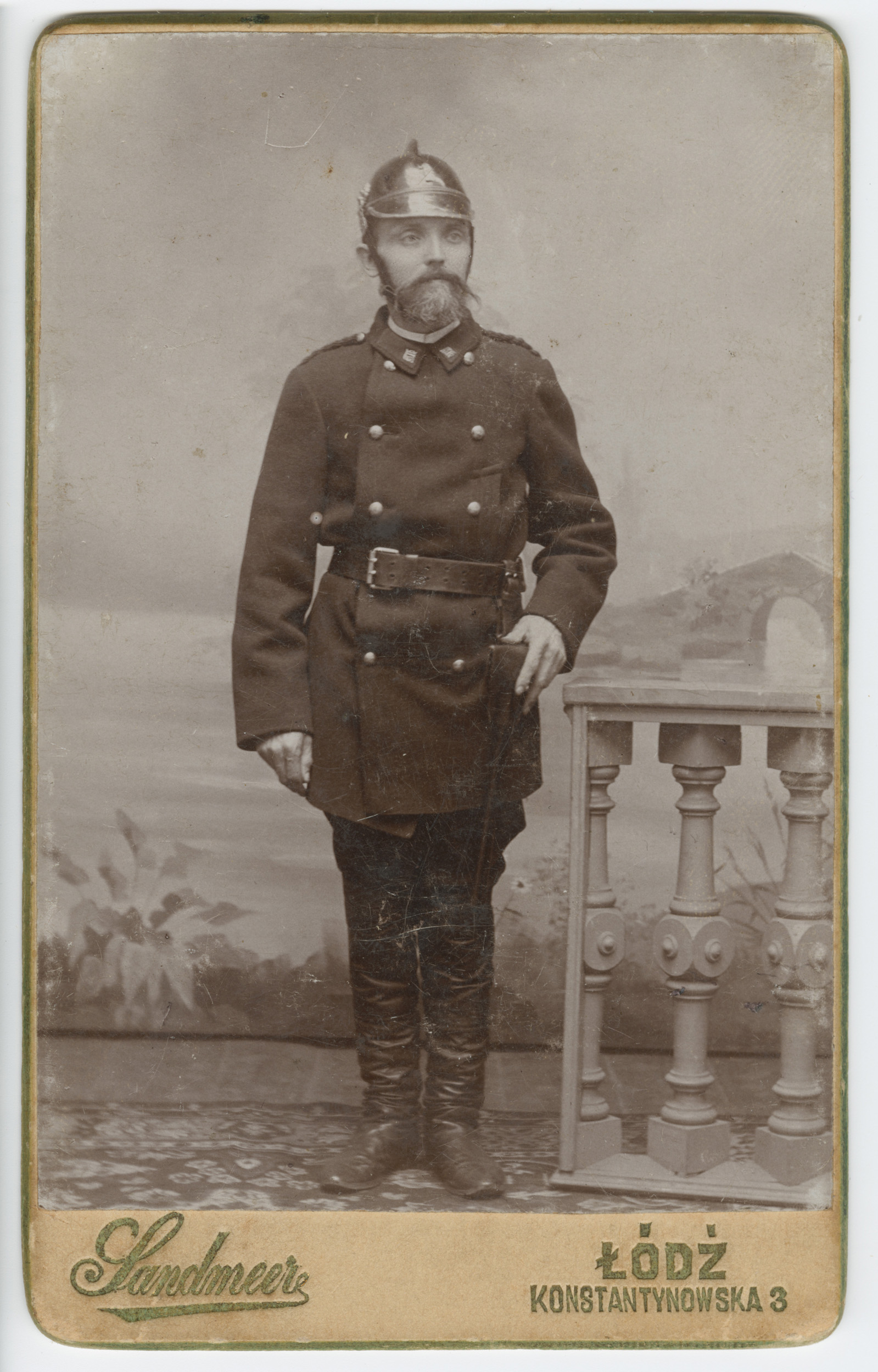
Strażak w mundurze z drugiej połowy XIX wieku

Pierwotnie strażą pożarną (ogniową) nazywano oddział specjalizujący się głównie w walce z pożarami. Wraz z rozwojem tej formacji następowało rozszerzenie jej obowiązków o zmaganie się z innymi klęskami żywiołowymi.
Najstarszym ze znanych oddziałów wyspecjalizowanych w gaszeniu pożarów byli rzymscy Vigiles, zorganizowani w 6 r. n.e. przez cesarza Oktawiana Augusta. 
24 sierpnia 1991 roku powołano Państwową Straż Pożarną.  
Patronem straży pożarnej jest św. Florian. Od 1999 roku 4 maja jest Międzynarodowym Dniem Strażaka.

## Współpraca międzynarodowa
Międzynarodowy Komitet Techniczny Prewencji i Zwalczania Pożarów grupuje 48 krajów.
Moduł GFFFV działający w ramach Unijnego Mechanizmu Ochrony Ludności.
Grupa USAR specjalistyczna grupa poszukiwawczo–ratownicza przeznaczona do działań na terenach zurbanizowanych poza granicami Polski.

## Polska
W Polsce straż pożarna jest organizowana przez Krajowy system ratowniczo-gaśniczy dzieli się głównie na dwie grupy – zawodowe formacje Państwowej Straży Pożarnej (PSP) oraz ochotnicze jednostki Ochotniczej Straży Pożarnej (OSP). Jednostki PSP działają w oparciu o strukturę powiatową (Komendy Powiatowe/Miejskie PSP). W każdym mieście na prawach powiatu lub powiecie znajduje się jedna lub kilka Jednostek Ratowniczo-Gaśniczych (JRG), w których strażacy PSP pełnią dyżury 24h na dobę przez wszystkie dni w roku, w gotowości do natychmiastowego wyjazdu. Jednostki OSP również są dysponowane przez Miejskie/Powiatowe stanowiska kierowania PSP, które to w większości przypadków są jako pierwsze przy działaniach ratowniczo-gaśniczych. Ponadto jednostki OSP udzielają wsparcia w ludziach i sprzęcie PSP. PSP używa hełmów koloru czerwonego, a OSP używają przeważnie hełmów koloru białego.
Rodzaje jednostek straży pożarnej w Polsce:
- Państwowa Straż Pożarna
- Ochotnicza Straż Pożarna
  - Młodzieżowa Drużyna Pożarnicza – komórka organizacyjna jednostki Ochotniczej Straży Pożarnej
  - Związek Ochotniczych Straży Pożarnych Rzeczypospolitej Polskiej – ogólnopolskie, samorządne stowarzyszenie, zrzeszające Ochotnicze Straże Pożarne
- Zakładowa Straż Pożarna
- Lotniskowa straż pożarna
- Wojskowa Straż Pożarna
- Portowa Straż Pożarna